# Barbara Kralj
Barbara Kralj, slovenska nogometašica, * 5. januar 1994, Ljubljana.
Od leta 2011 je članica Slovenske ženske nogometne reprezentance.